# Riot Games
Riot Games är en amerikansk utvecklare och distributör av datorspel som ägs av det kinesiska företaget Tencent. Företaget har sitt huvudkontor beläget i Santa Monica i Kalifornien i USA och grundades 2006 av Brandon Beck och Marc Merrill. Riot släppte sitt första spel League of Legends.

## Bakgrund
Riot Games, Inc grundades 2006 av Brandon "Ryze" Beck och Marc "Tryndamere" Merrill i Los Angeles. Riot Games annonserade League of Legends 2008 som sedan släpptes 27 oktober 2009. Spelet är gratis och majoriteten av alla inkomster kommer från mikrotransaktioner genom en butik i spelet. Hos Riot arbetar bland andra f.d Blizzard-designern Greg Street , f.d DotA-utvecklaren Steve "Guinsoo" Feak, samt Ananda Gupta som tidigare arbetat på Firaxis Games.

## Produkter
| Titel                        | År   | Genre                           | Plattform      |
| ---------------------------- | ---- | ------------------------------- | -------------- |
| League of Legends            | 2009 | Multiplayer online battle arena | Windows, macOS |
| Teamfight Tactics            | 2019 | Auto-battler                    | Windows, macOS |
| Legends of Runeterra         | 2020 | Samlarkortspel                  | Windows, macOS |
| Valorant                     | 2020 | Förstapersonsskjutare           | Windows        |
| League of Legends: Wild Rift | 2020 | Multiplayer online battle arena | Android, iOS   |

## Kontroverser
Riot Games i Kina förbjöd i september 2022 svenska Nip att ha politiska åsiker.